# Élections législatives de 2019 dans l'oblast de Briansk
Les élections législatives de 2019 dans l'oblast de Briansk ont lieu le 8 septembre 2019 afin de renouveler les membres de la Douma de l'oblast de Briansk, l'un des 46 Oblast de Russie.
Malgré la perte de quelques sièges, le parti au pouvoir  Russie unie conserve une large majorité absolue.

## Mode de scrutin
La Douma de l'Oblast de Briansk est composée d'un total de 60 sièges renouvelés tous les cinq ans, dont la moitié au scrutin uninominal majoritaire à un tour dans autant de circonscriptions électorales, et l'autre moitié au scrutin proportionnel plurinominal avec seuil électoral de 5 %,.

## Résultats
|                          |                          |                 |                 |                 |        |              |               |  |  |  |  |  |  |  |
| Parti                    | Parti                    | Proportionnelle | Proportionnelle | Proportionnelle | UM1    | Total Sièges | +/-           |  |  |  |  |  |  |  |
| Parti                    | Parti                    | Voix            | %               | Sièges          | Sièges | Total Sièges | +/-           |  |  |  |  |  |  |  |
|                          | Russie unie              | 367 863         | 63,71           | 21              | 27     | 48           | 7             |  |  |  |  |  |  |  |
|                          | Parti libéral-démocrate  | 74 407          | 12,89           | 4               | 1      | 5            | 4             |  |  |  |  |  |  |  |
|                          | Parti communiste         | 70 876          | 12,27           | 4               | 1      | 5            | 1             |  |  |  |  |  |  |  |
|                          | Russie juste             | 29 568          | 5,12            | 1               | 0      | 1            | 1             |  |  |  |  |  |  |  |
|                          | Plateforme civique       | 23 348          | 4,04            | 0               | 0      | 0            | en stagnation |  |  |  |  |  |  |  |
|                          | Indépendants             |                 |                 |                 | 1      | 1            | 1             |  |  |  |  |  |  |  |
|                          | Votes blancs et nuls     | 11 376          | 1,97            |                 |        |              |               |  |  |  |  |  |  |  |
|                          |                          |                 |                 |                 |        |              |               |  |  |  |  |  |  |  |
| Total                    | Total                    | 577 438         | 100             | 30              | 30     | 60           | en stagnation |  |  |  |  |  |  |  |
| Abstentions              | Abstentions              | 411 993         | 41,64           |                 |        |              |               |  |  |  |  |  |  |  |
| Inscrits / participation | Inscrits / participation | 989 431         | 58,36           |                 |        |              |               |  |  |  |  |  |  |  |